# Place des Quinconces
La place des Quinconces est l'une des principales places du centre-ville de Bordeaux en France. Elle accueille des fêtes foraines et des foires en tout genre grâce à sa grande superficie.

## Situation et accès
Créée au début du XIXe siècle sur l'emplacement du château Trompette, elle est composée d'une esplanade descendant en pente douce vers la Garonne encadrée au nord et au sud de plantations d'arbres. L'imposant monument aux Girondins et deux colonnes rostrales en décorent les deux extrémités. Sa superficie (12 hectares), qui en fait la plus grande place de France et l'une des plus vastes d'Europe, lui permet d'accueillir des manifestations telles que des concerts et des foires, notamment la foire aux plaisirs (une fête foraine), la foire à la Brocante d'Automne et celle de printemps ou encore le Cirque Arlette Gruss.
Depuis la mise en place du réseau de tramway, la place accueille la station Quinconces, la plus importante station de correspondance du réseau de transports en commun de Bordeaux.

### Transports en commun
station Quinconces
 2 arrêt Quinconces

## Origine du nom
La place est plantée pour moitié d'arbres, dont la disposition était à l'origine en quinconce. Une disposition en quinconce est un arrangement de cinq unités : quatre arrangés en carré, un au centre. En reproduisant le motif, on obtient des lignes décalées d'une demi-unité.
Depuis, les arbres ont été replantés en ligne, mais, à mesure qu'il faudra les renouveler, il est prévu de revenir au dessin initial.

## Historique

### Création de la place
La place des Quinconces est aménagée de 1810 à 1828 sur l'emplacement du château Trompette (du nom du ruisseau Tropeyte, qui traversait le quartier détruit pour la construction de la citadelle). Cette fortification avait été construite sous Charles VII, initialement pour contenir une ville frondeuse. Cette forteresse améliorée par Vauban durant le règne de Louis XIV, perd son rôle au cours du XVIIIe siècle. Sa destruction est entamée après sa cession à la ville en 1816 sous le règne du roi Louis XVIII.
À partir de 1817, des bâtiments aux façades uniformes formant un hémicycle (demi-cercle) sont construits sur la bordure ouest de la future place. Le projet, qui datait d'avant la Révolution, est réalisé sur les plans de l'architecte Jean-Baptiste Dufart (eux-mêmes inspirés par les architectes Victor Louis et Guy-Louis Combes, et s'accordant avec les plans du marquis de Tourny pour les environs de la place Tourny). De part et d'autre de cet hémicycle, on trouve six groupes de bâtiments de style classique, tous à trois niveaux d'habitation et surmontant une base en arcades.
L'aménagement de la place elle-même est réalisé, après la démolition du château, en dix ans entre 1818 et 1828. Le plan de la place est figé en 1816 : une esplanade rectangulaire encadrée par des plantations d'arbres court de l'hémicycle jusqu'à la Garonne. Les arbres sont plantés, en quinconce, en 1818. En 1829, deux grandes colonnes rostrales, de style néo-classique et célébrant le Commerce et la Navigation, sont édifiées au bout de l'esplanade côté Garonne.
Lors de sa séance du 11 août 1821, la ville de Bordeaux, à majorité royaliste, vote le principe d’un monument à ériger à la mémoire du « roi-martyr » Louis XVI et de l’installer sur la place des Quinconces. C'est ainsi qu'en 1825, le roi Charles X adopte le projet d’une immense statue en bronze sculptée par Nicolas Raggi. Mais la succession des différentes formes de régimes fait obstacle à l'érection du monument, qui sera finalement installé au musée des Beaux-Arts de Bordeaux en 1878.
La place baptisée, initialement place Louis-XVI, puis renommée place Louis-Philippe, prend son nom actuel après la Révolution de 1848.
La ville décide, en avril 1857, de faire réaliser une fontaine sur la place. Elle lance un concours dont le lauréat est un jeune sculpteur de 23 ans, Frédéric Bartholdi, qui présente une œuvre monumentale, inspirée du bassin d'Apollon à Versailles, réalisé par Tuby[réf. nécessaire]. Cependant, le conseil municipal ne donne pas suite à son projet.
Après avoir envisagé plusieurs autres projets au fil des décennies, il est décidé, en 1883, de construire au centre de l'hémicycle un monument à la mémoire des Girondins et célébrant la République. La colonne haute de 43 mètres et les bassins qui sont situés à son pied ne sont achevés qu'en 1902.

### XXesiècle

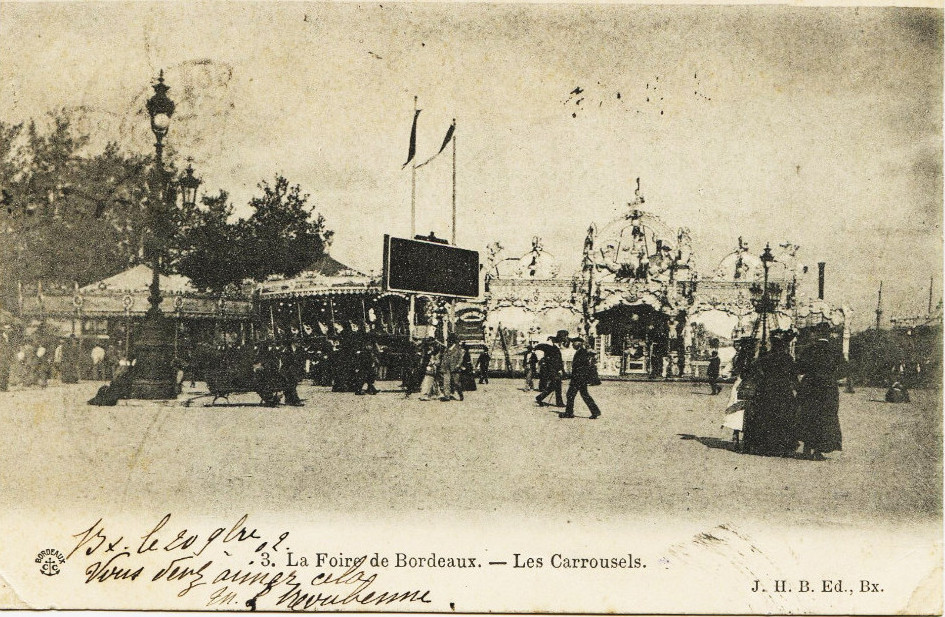
Foire au plaisirs (entre 1900 et 1910).

En 1907, du mois de mai à novembre, la place accueille l'Exposition maritime internationale.

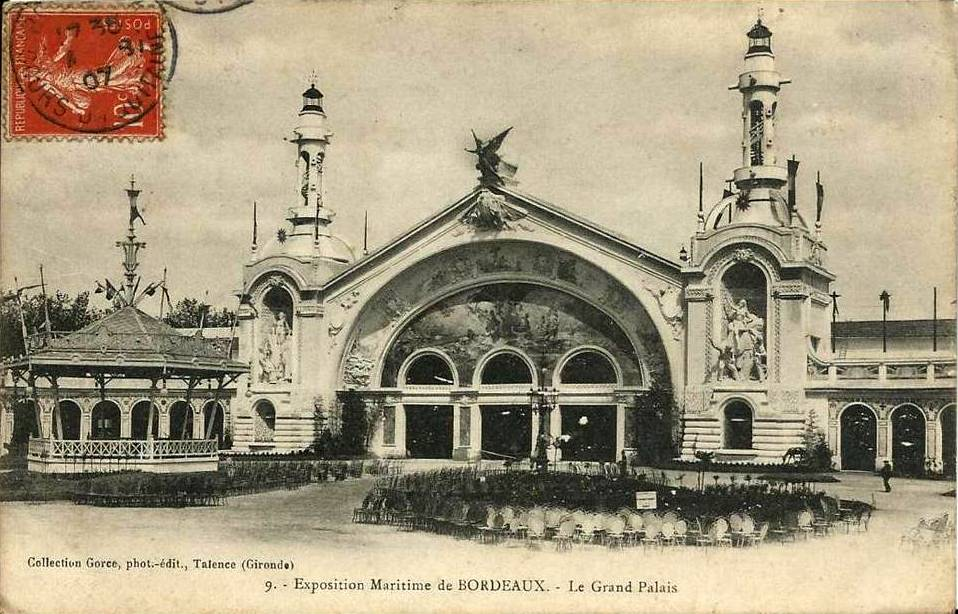
Bordeaux exposition-maritime, 1907, Grand Palais.

En septembre 1909, la place accueille la Fête des Vendanges, avec en particulier la construction d'un théâtre en plein-air éphémère.
Pendant la Seconde Guerre mondiale, la place abrite les installations allemandes de la chefferie du port (Hafenkommandantur). La position est codée dans le dispositif allemand Bo32 et les derniers témoignages restent les portes blindées donnant sur les allées de Bristol. Un blockhaus type 608 codé 32/3 subsiste à la limite du carrefour avec le quai Louis-XVIII,. Les chevaux marins et les autres groupes de bronze qui ornent les bassins du monument aux Girondins sont enlevés du 11 au 15 août 1943 par l'occupant allemand, à la recherche de métaux. Retrouvés à Angers en 1945, ils ne seront remis en place qu'en 1983. Un chèque de 1,5 million de francs est remis à la mairie en compensation de son effort de guerre dans la collecte des métaux.
Depuis 1854, une fête foraine, la foire aux plaisirs, y a lieu deux fois par an, à six mois d'intervalle, à l'automne et au printemps (les trois dernières semaines d'octobre et les trois premières semaines de mars).
En 1989, une plaque commémorative est apposée pour rendre hommage aux députés girondins suivants :
François Bergoeing,
Henri Boyer-Fonfrède,
Jean-François Ducos,
Armand Gensonné,
Marguerite-Elie Guadet,
Jacques Lacaze,
Jean-Antoine Lafargue de Grangeneuve,
Pierre Victurnien Vergniaud.

### XXIesiècle

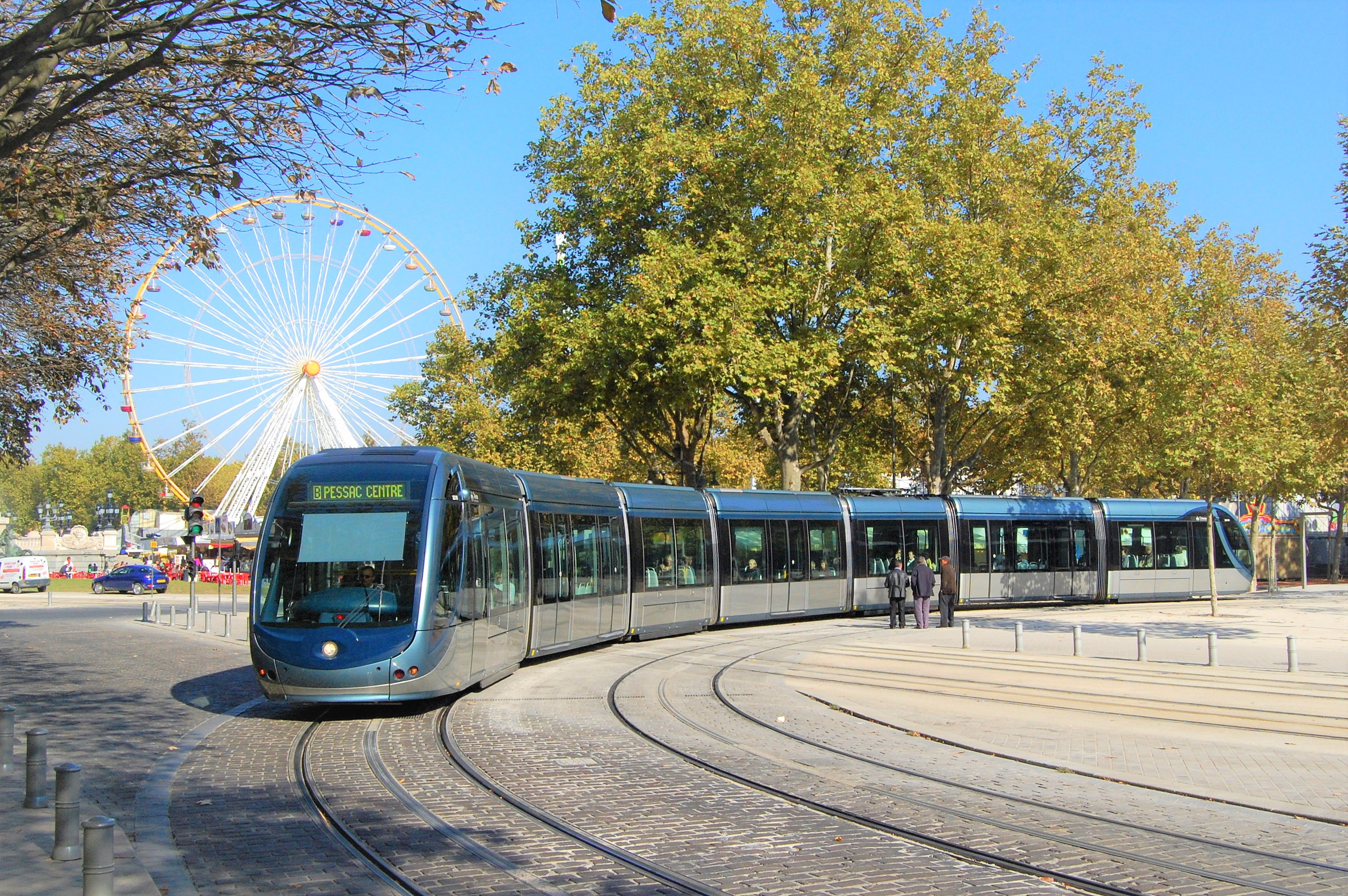
Une rame de tramway de la ligne B quitte la station de correspondance Quinconces, située sur la place.

Avec la mise en place du réseau de tramway en 2003, la place des Quinconces devient le point de correspondance le plus important des transports en commun de l'agglomération : la station Quinconces est desservie par trois lignes de tram, 8 lignes de bus (dont 3 circulant la soirée), 12 lignes de cars qui parcourent le département de la Gironde.
La place accueille, entre autres, les Pink Floyd lors de la dernière tournée du groupe en 1994, une fan zone lors du championnat d'Europe de football 2016, d'une capacité de 62 750 places.
C'est aussi sur cette place que le Cirque Arlette Gruss plante son chapiteau, chaque année en janvier, marquant le début de sa tournée de 11 mois dans toute la France.

## Bâtiments remarquables et lieux de mémoire
La place est composée d'une esplanade descendant en pente douce vers la Garonne et encadrée de promenades plantées. On y trouve les statues monumentales de Montaigne et de Montesquieu, du sculpteur Dominique Fortuné Maggesi, en marbre blanc, qui y ont été placées en 1858.

### Le monument aux Girondins

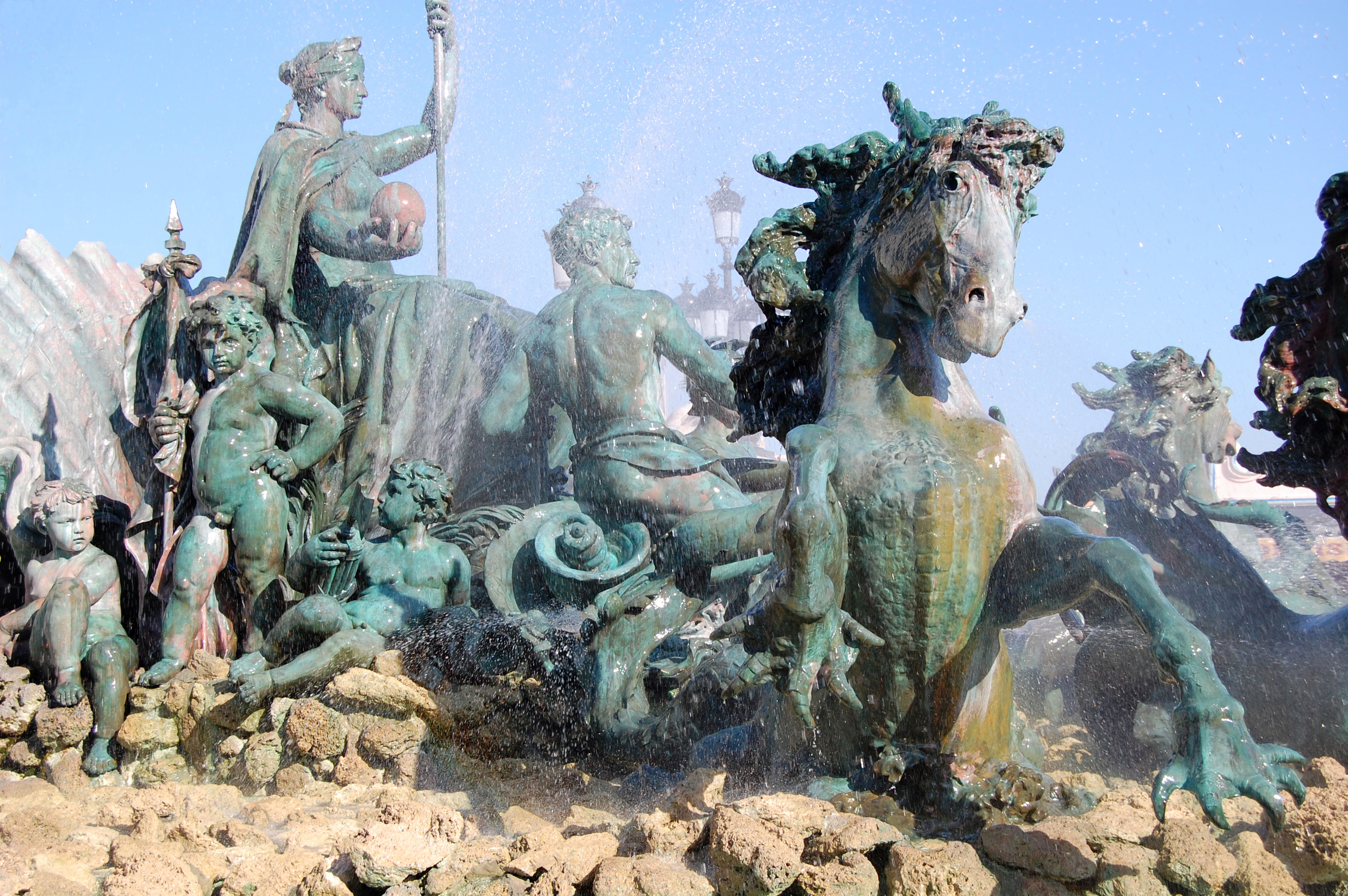
Détail de la fontaine située au pied de la colonne des Girondins.

Le monument principal de la place est le monument aux Girondins élevé entre 1894 et 1902 à la mémoire des députés Girondins victimes de la Terreur et célébrant la République.
Il se compose d'un large socle encadré de deux bassins, ornés de chevaux et de groupes en bronze, et surmonté d'une colonne de 43 mètres de haut où culmine (à 54 mètres de hauteur), la statue de la liberté brisant ses fers en bronze vert.
Parmi les sculptures :
- vers le Grand Théâtre : le triomphe de la République
- vers les Chartrons : le triomphe de la Concorde.
- vers le fleuve : on trouve la Tribune avec le coq gaulois, à sa droite : l'Histoire et à sa gauche : l'Éloquence (2 personnes assises).
- vers la place Tourny : monument élevé à la mémoire des Girondins[8], avec la ville de Bordeaux assise sur la proue d'un navire avec une corne d'abondance. À droite du socle, une allégorie fluviale : la Dordogne et à gauche la Garonne. Au pied du char avec chevaux : Ignorance, Mensonge et Vice. Le quadrige des chevaux marins est une représentation du Bonheur. La colonne est réalisée par Alphonse Dumilatre et Victor Rich. Le piédestal est de Corgolin. En 1983, on a replacé les chevaux enlevés durant l'Occupation et les bronzes ont été restaurés.

### Les colonnes rostrales

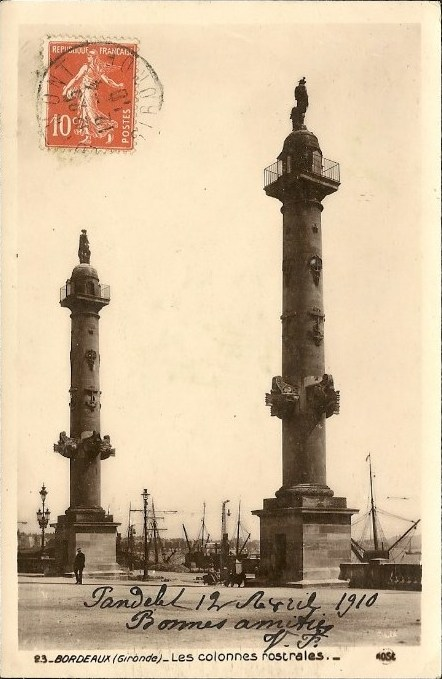
Entre 1900 et 1910.
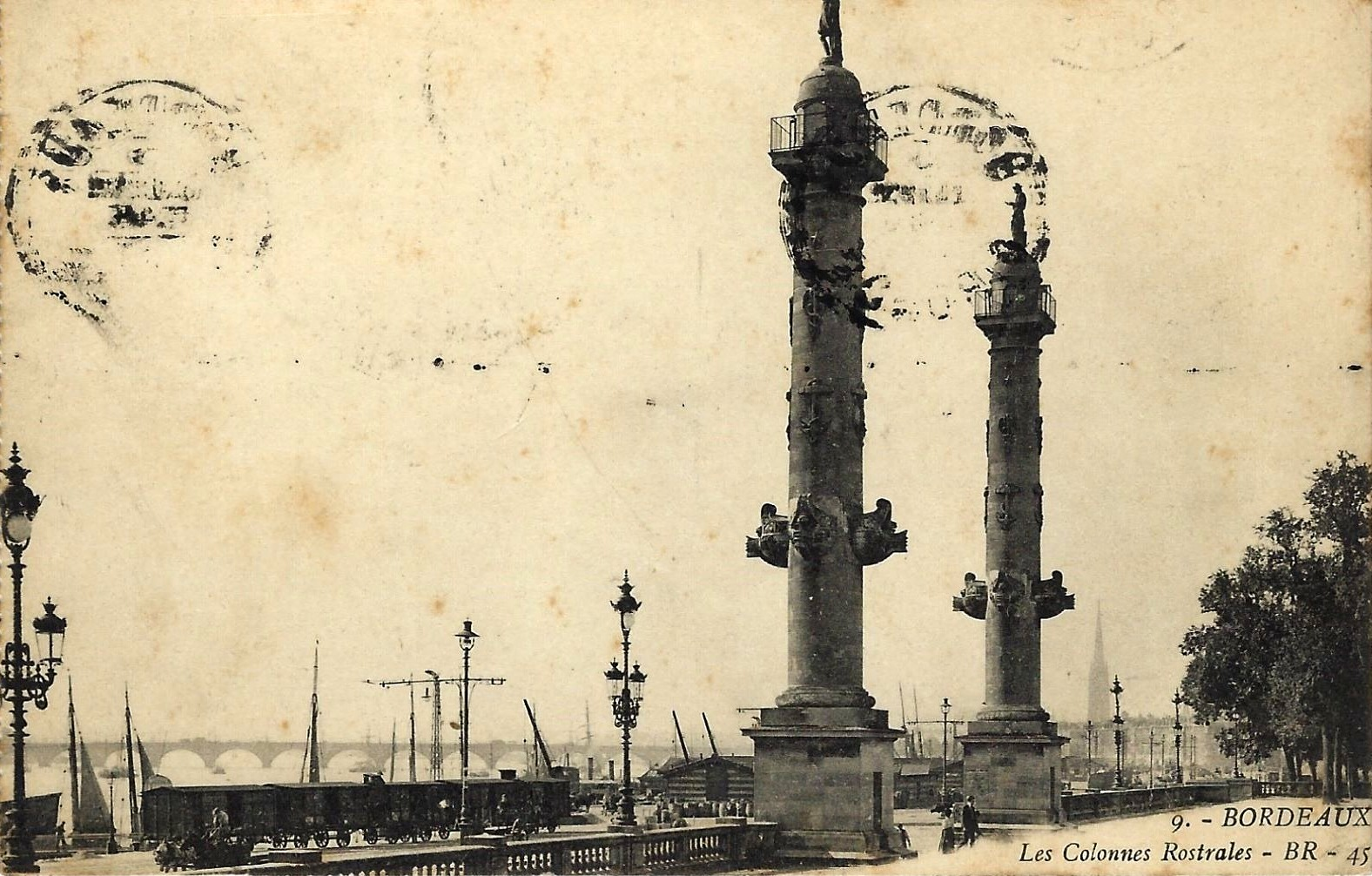
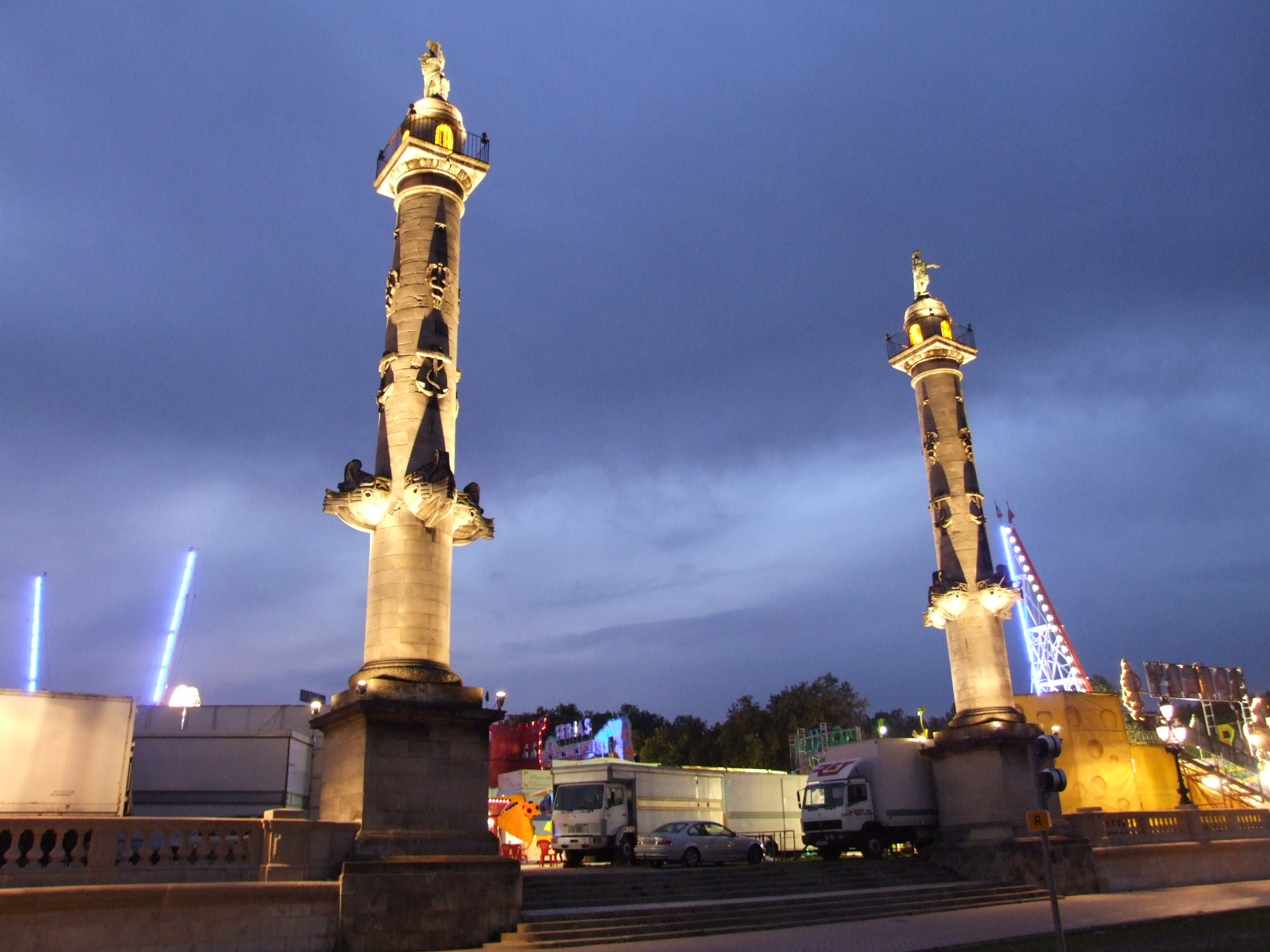
En 2008.

Les deux colonnes rostrales (21 mètres de haut) situées face à la Garonne, ont été construites par Pierre-Alexandre Poitevin (1782-1859) en 1829.
Chaque colonne est ornée au tiers inférieur de quatre proues de galères prolongées de rostres formés de deux faisceaux de trois glaives, œuvre de l’ornemantiste d’origine italienne Florent Bonino. Les rostres rappellent la victoire des flottes romaines sur celles de Carthage et, depuis l’Antiquité, signifient la maîtrise triomphale des mers.
Le chapiteau supporte un édicule circulaire couvert d’une coupole supportant deux statues du peintre et sculpteur Monsau, à l'origine en terre cuite, avant d'être remplacées par des copies de fonte : l'une au sud symbolise le Commerce (représenté par Mercure) et l'autre la Navigation (figure féminine identifiée à Artémis et tenant une rame).
Le décor, finement sculpté par Bonino sur le fût, est une copie des proues et des ancres figurant sur le modèle de référence du musée du Capitole ; mais Poitevin y a ajouté le caducée de Mercure et l’étoile qui guide le marin, attributs du Commerce et de la Navigation.

## Galerie photo

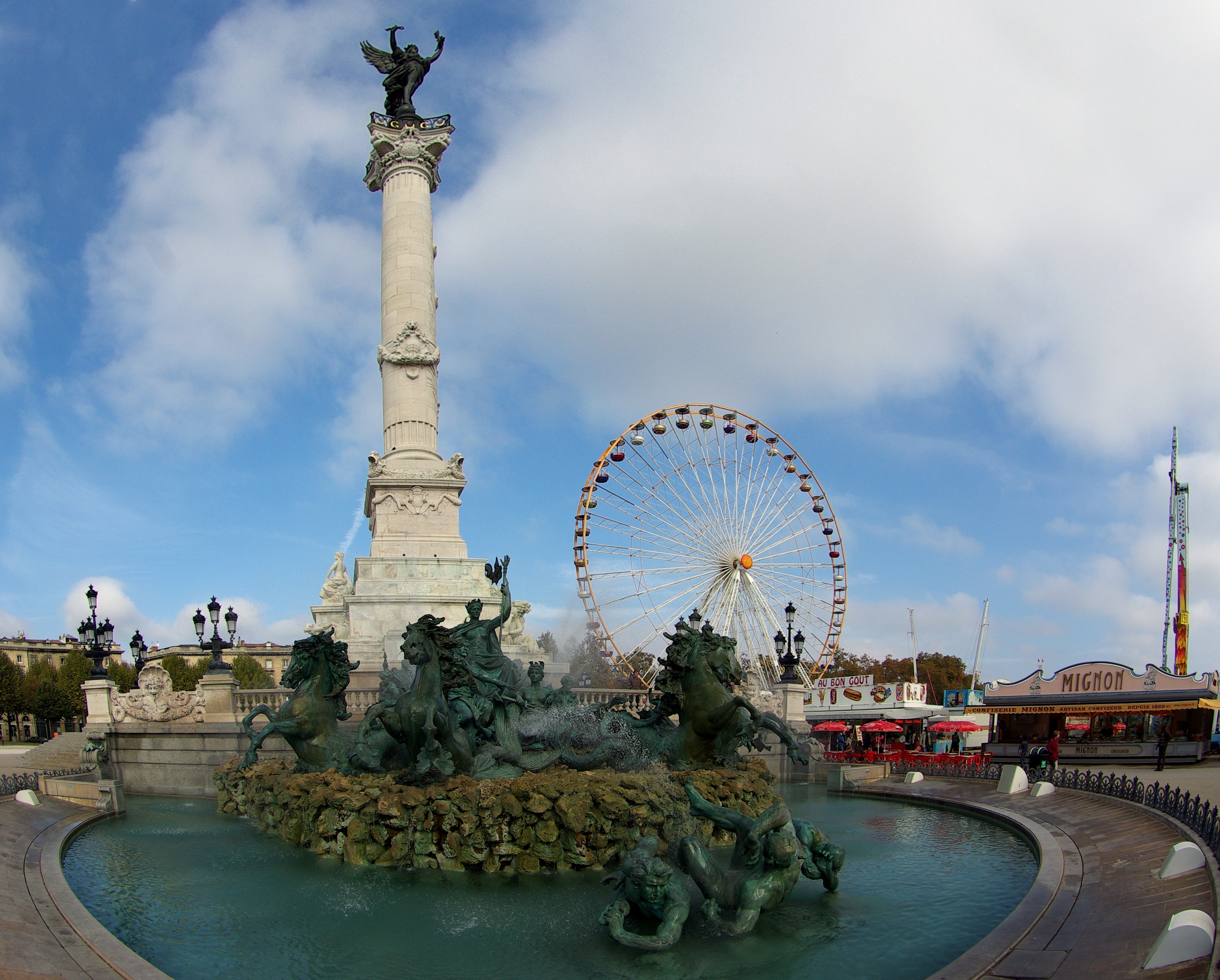
Colonne du monument aux Girondins et installations de la foire aux plaisirs.
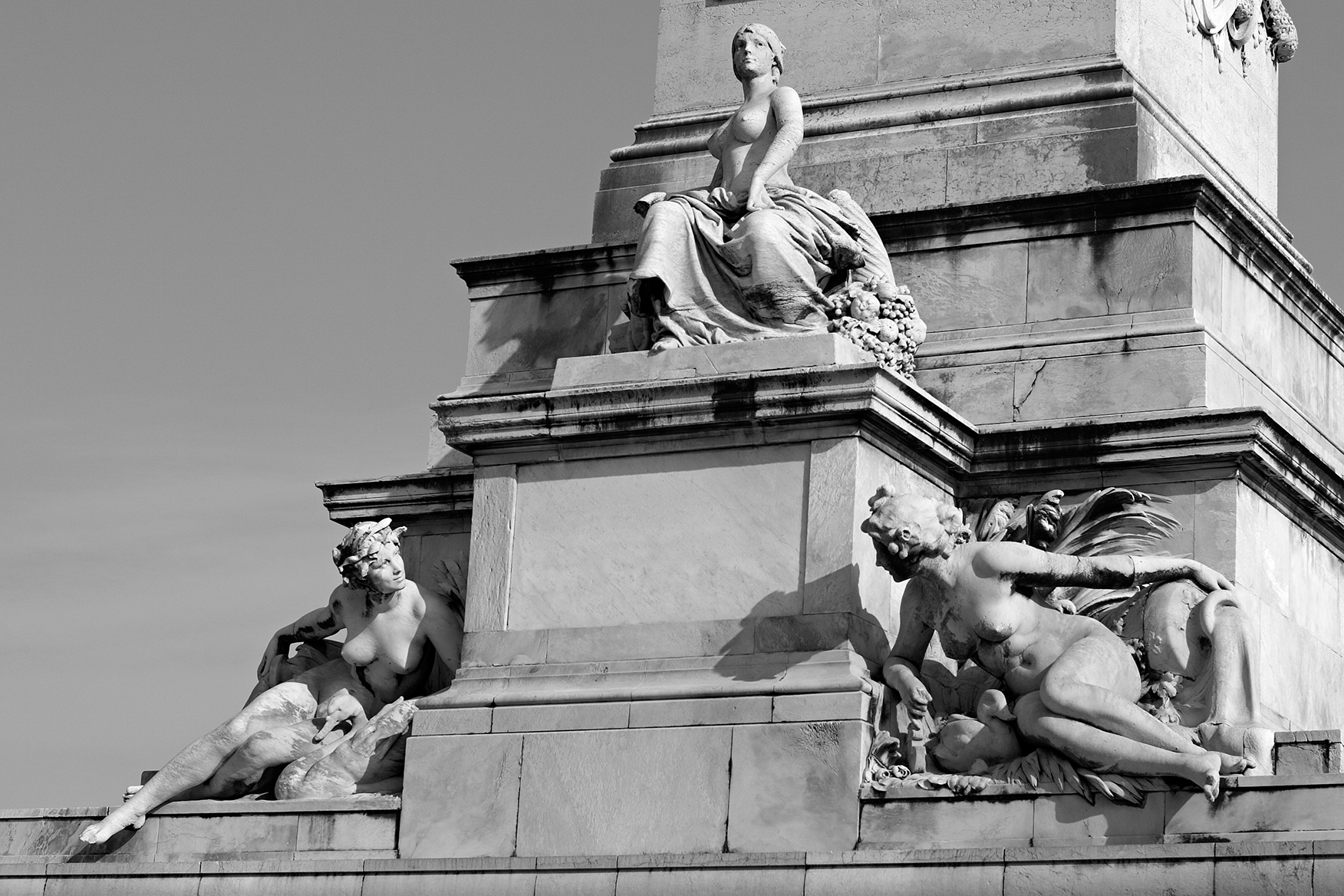
Socle du monument aux Girondins.
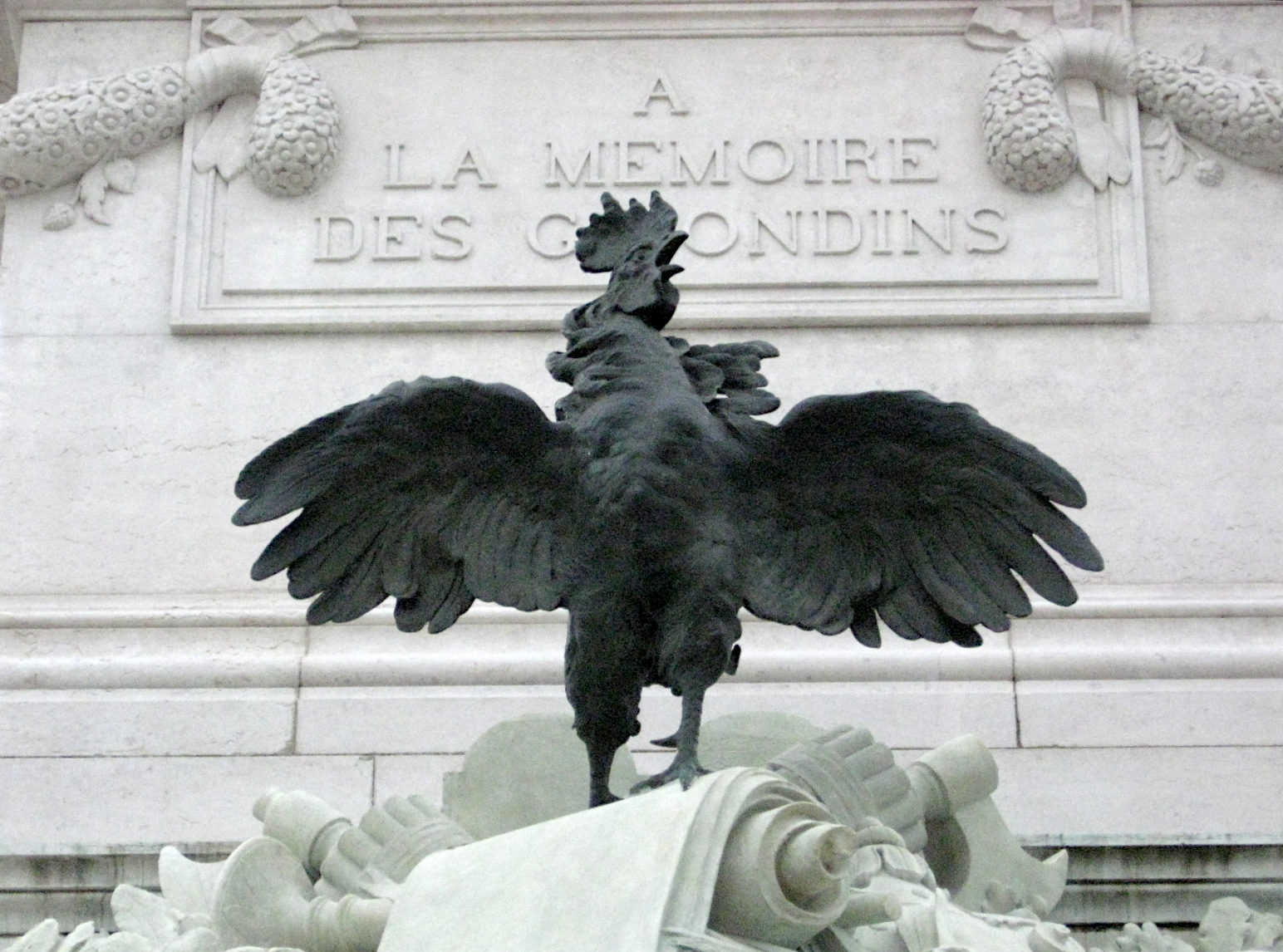
Détail : coq gaulois du monument aux Girondins.
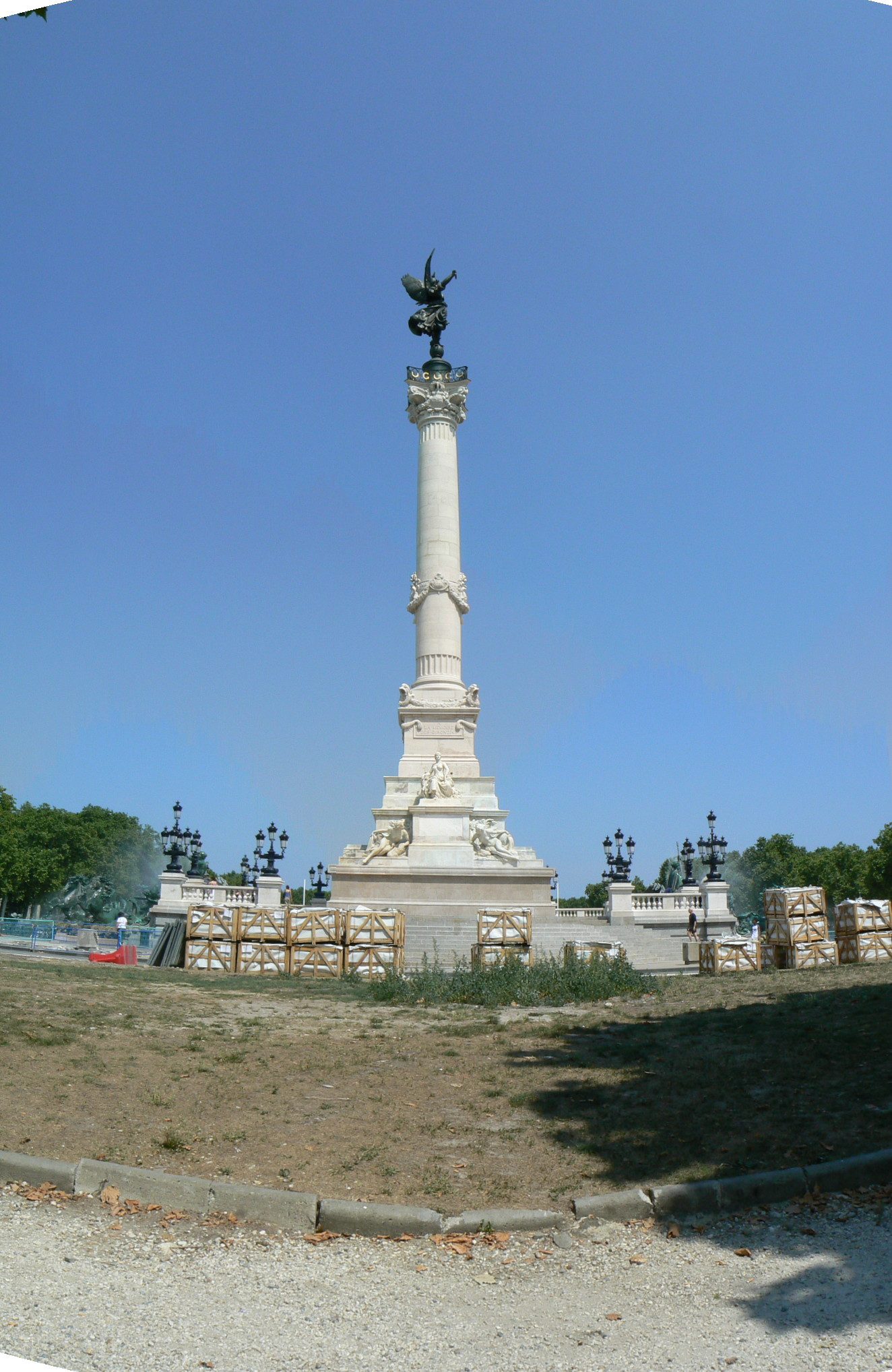
Colonne de Dumilâtre et Rich.
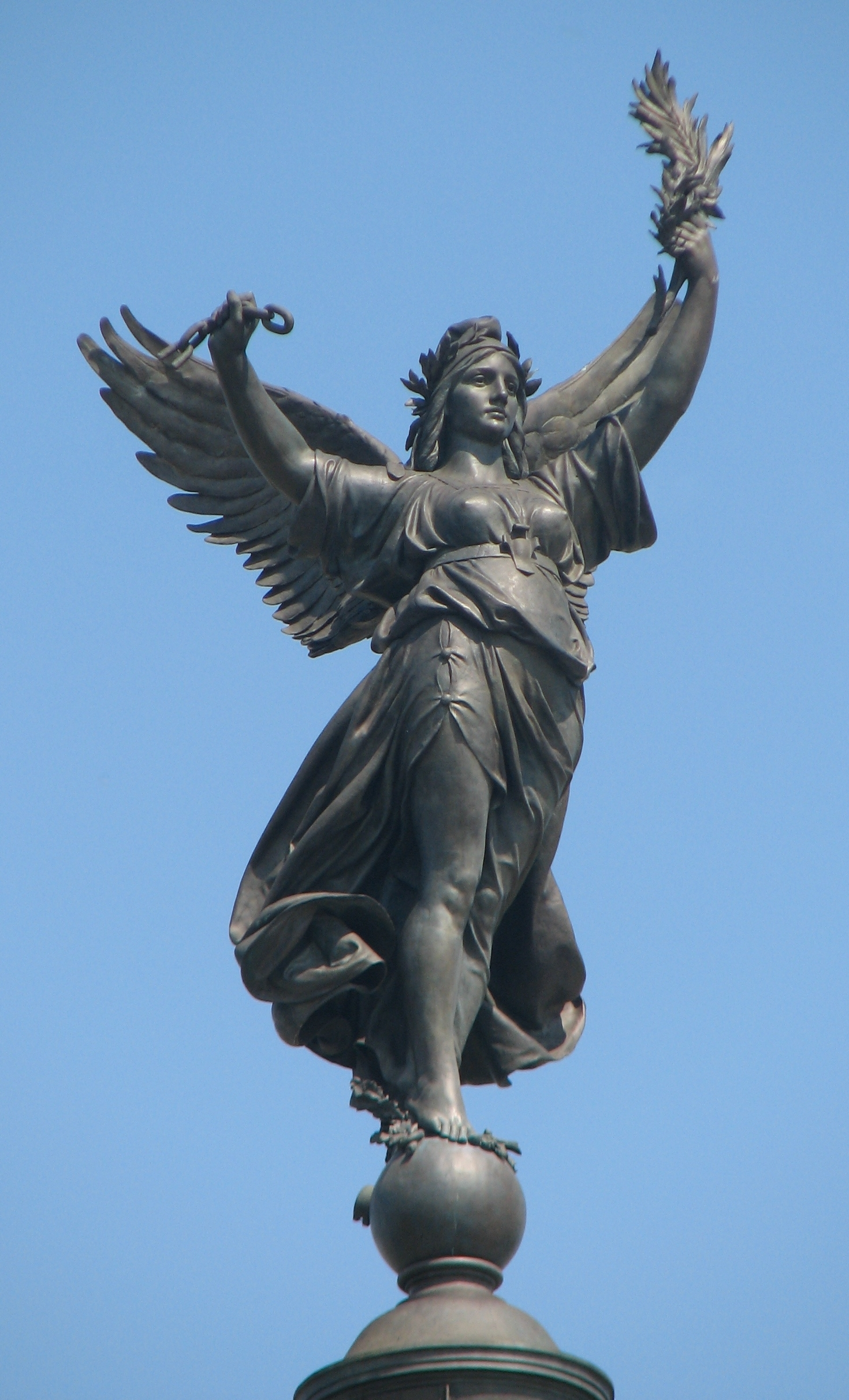
Détail de la statue.
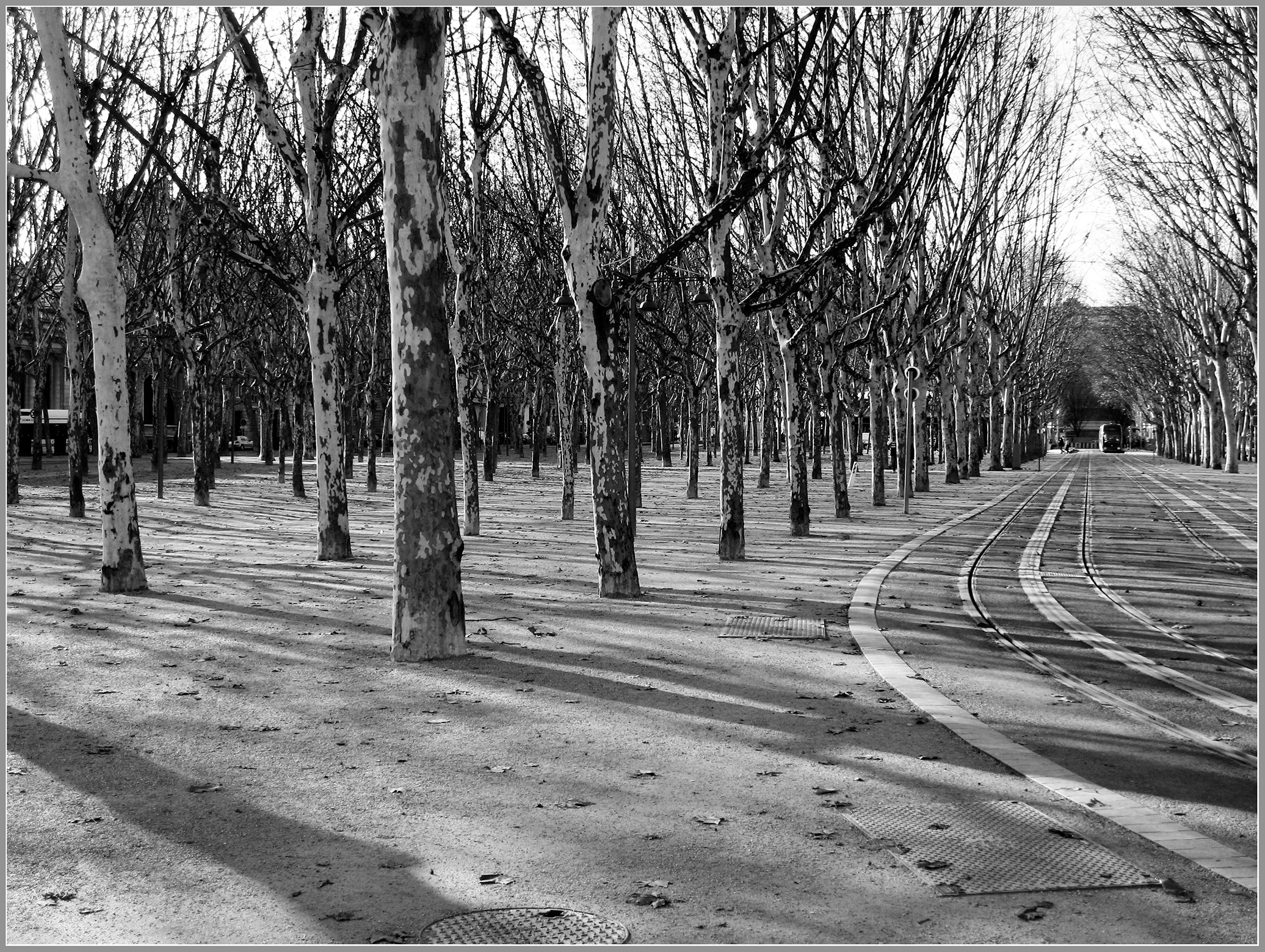
Arbres de la place des Quinconces.
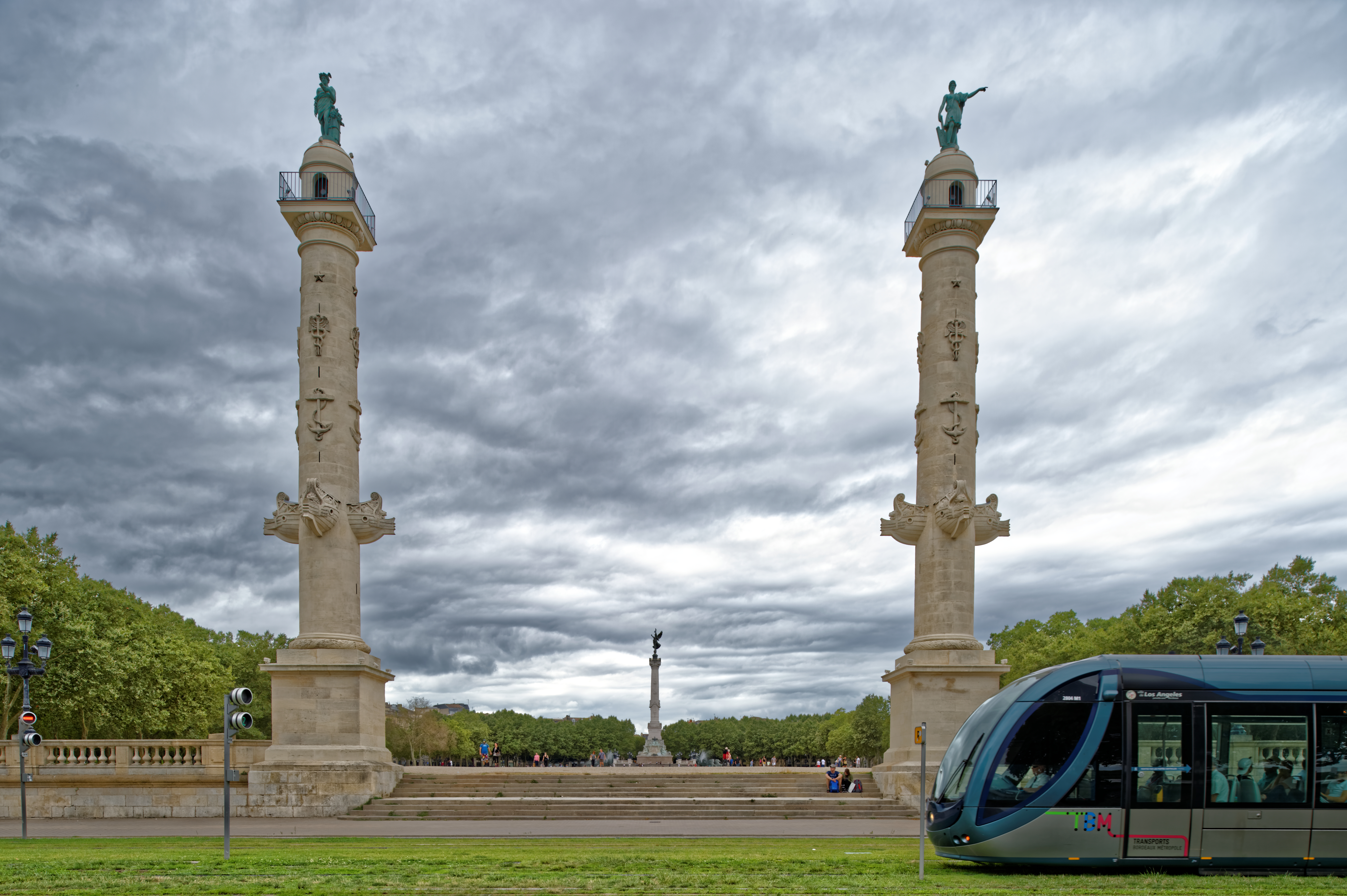
Les colonnes rostrales de la place des Quinconces.
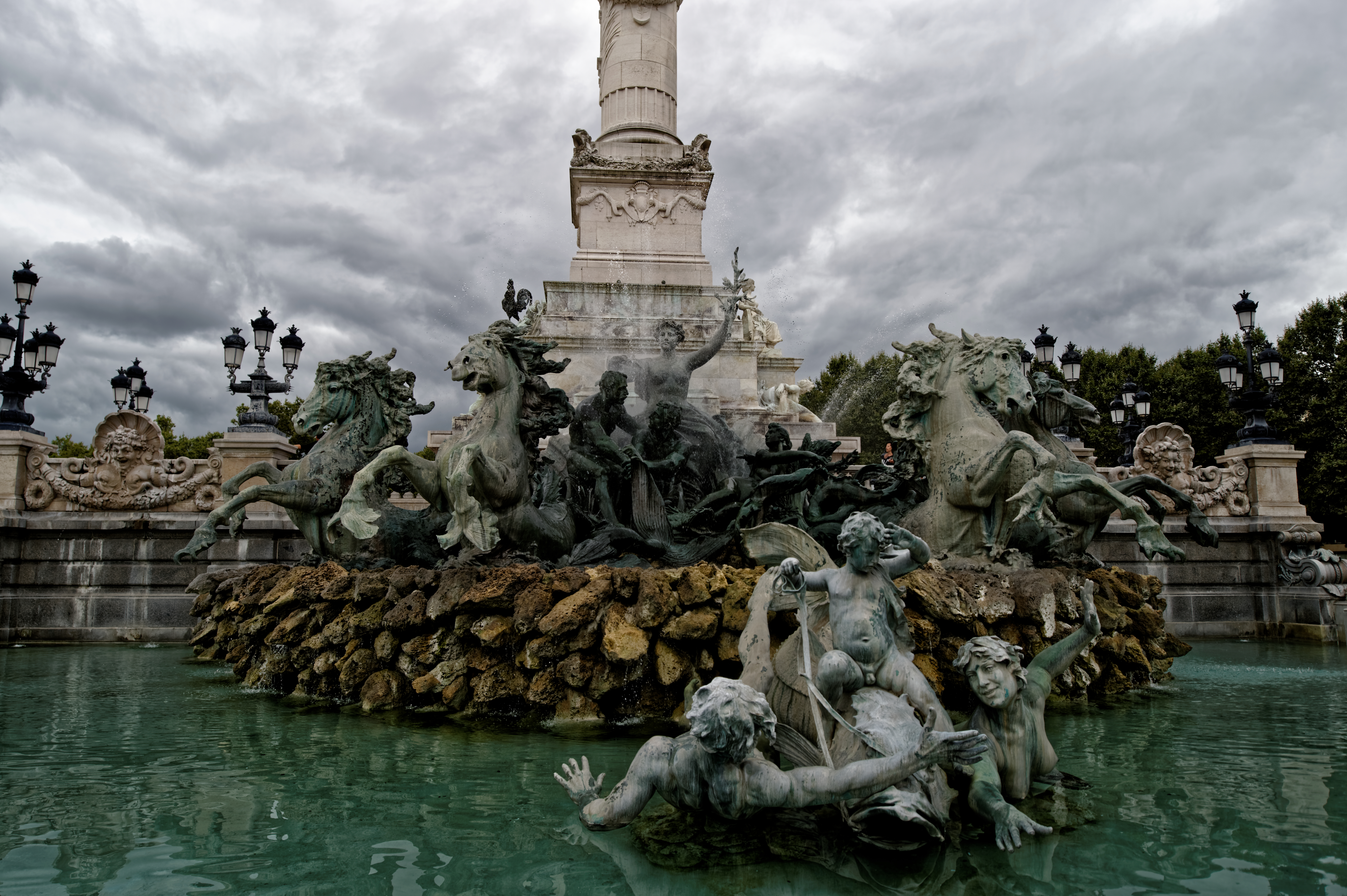
Monument aux Girondins, fontaine, détail.
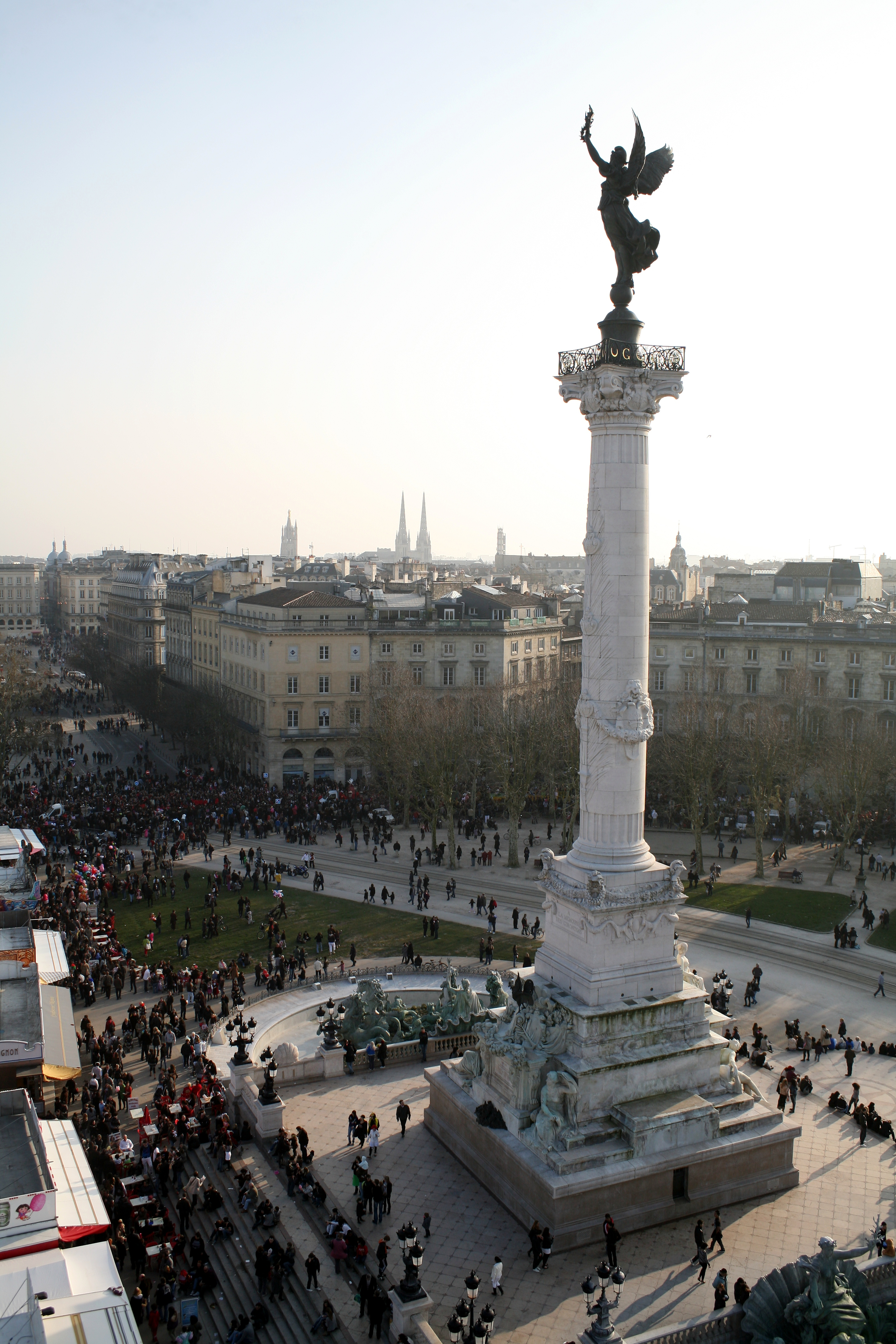
Monument aux Girondins, lors de la fête foraine.
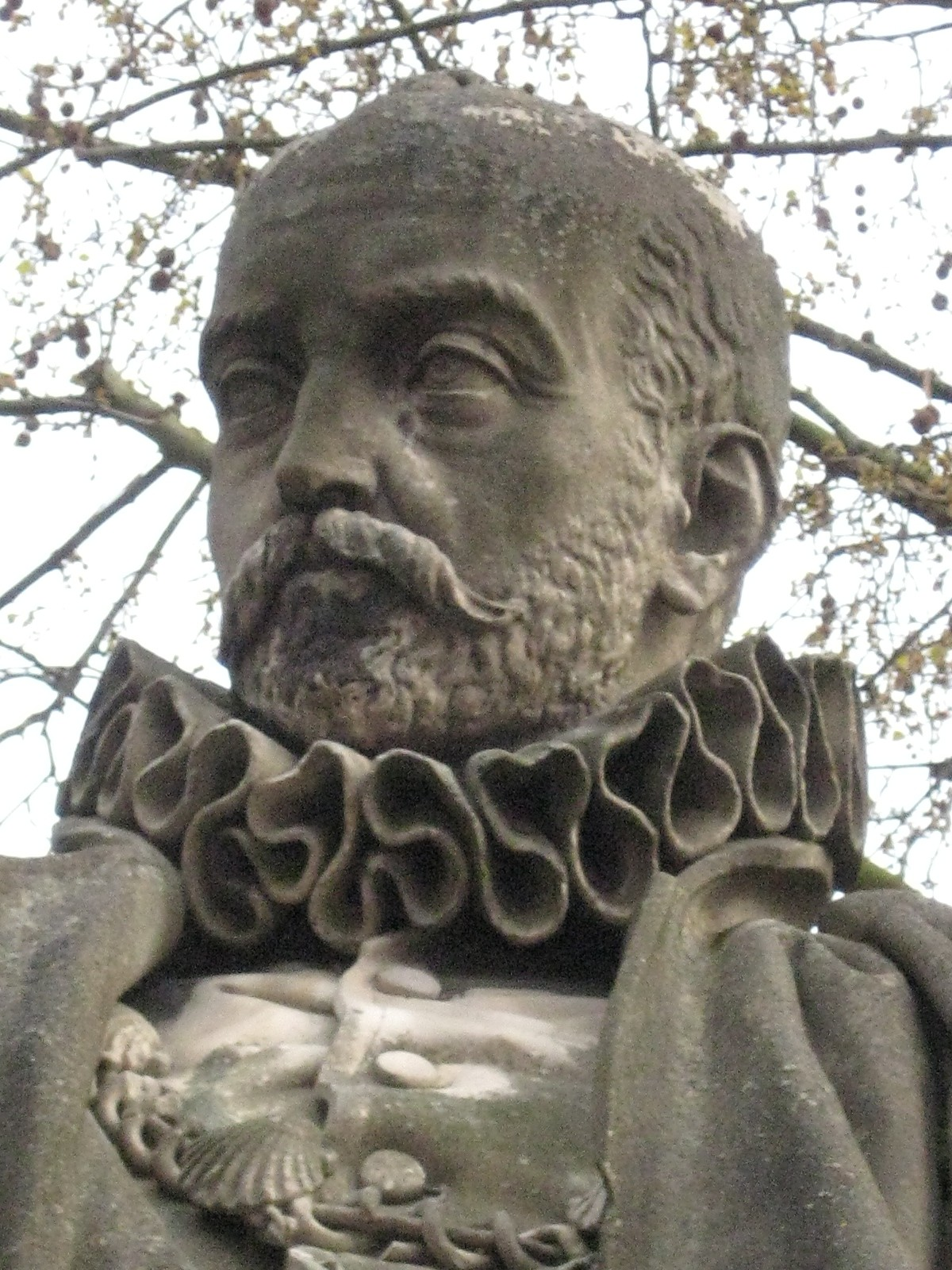
La statue de Montaigne (détail).
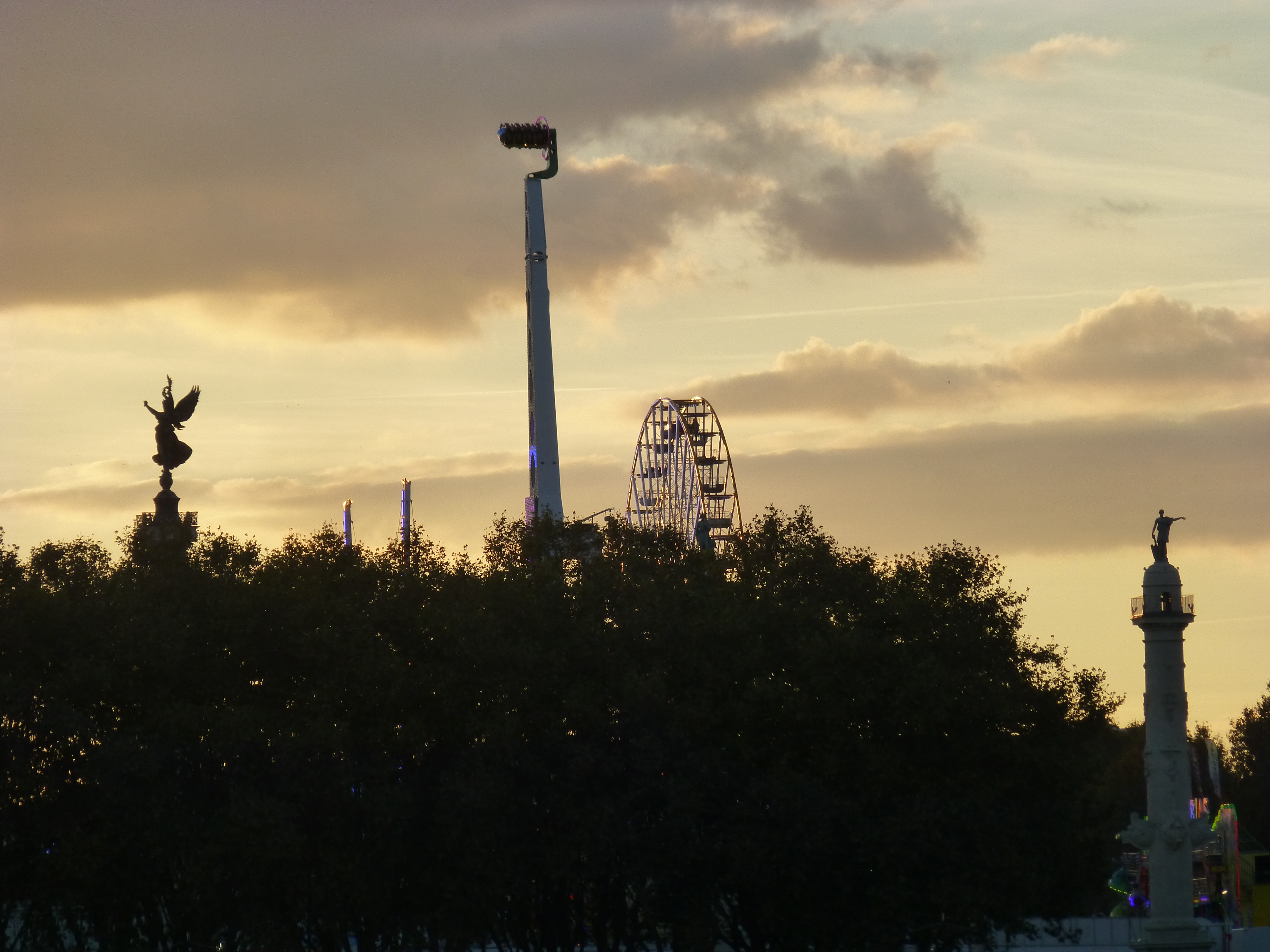
Vue depuis la rive droite à la tombée de la nuit.
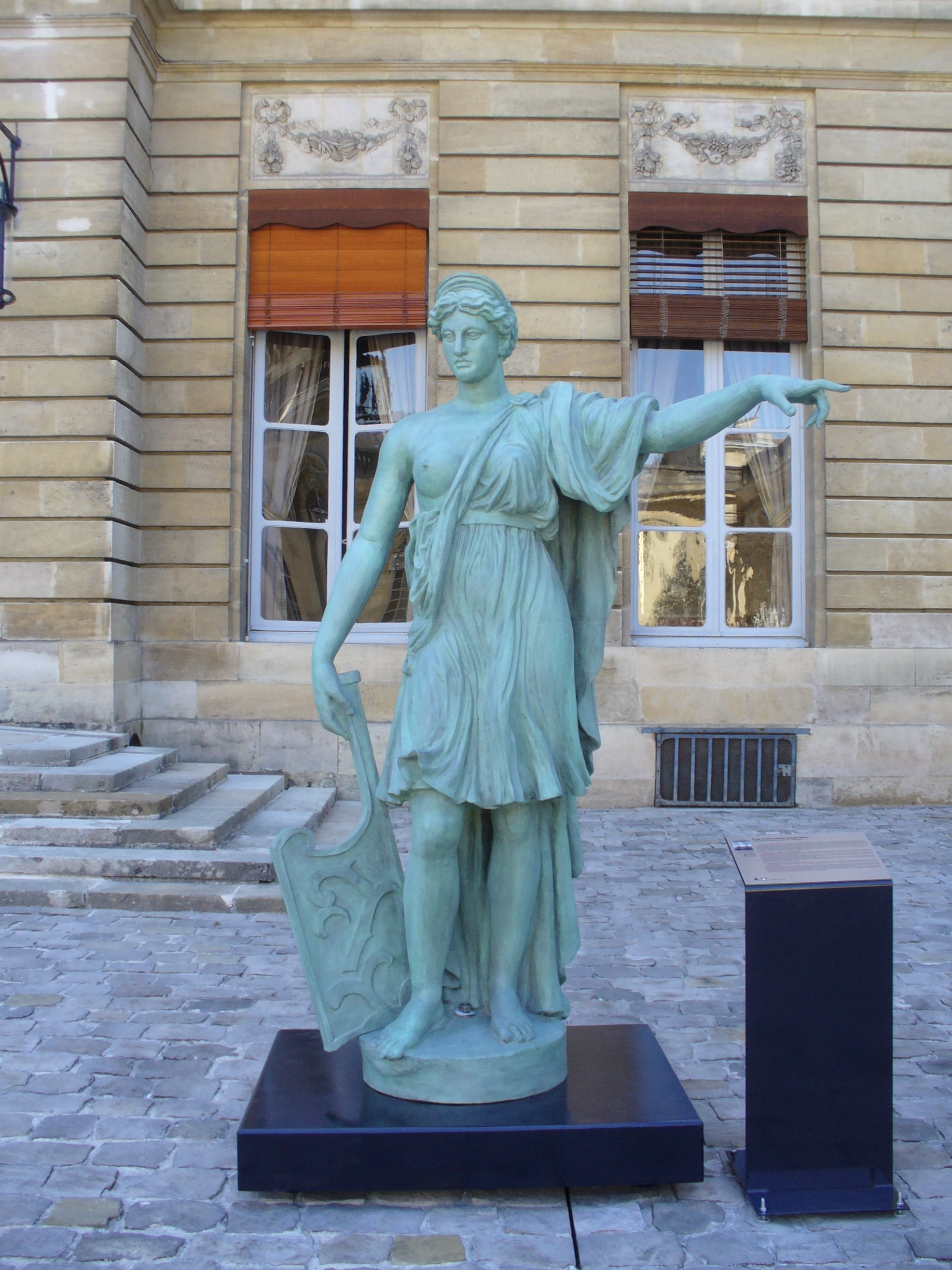
Statue représentant la Navigation[11].